# Arthur Ransome
Arthur Michell Ransome (18. ledna 1884, Leeds – 3. června 1967, Manchester) byl anglický spisovatel a novinář. Proslavil se především svým třináctidílným románovým cyklem pro děti o prázdninových dobrodružstvích dvou dětských skupin, které se nazývají Vlaštovky a Amazonky.

## Život
Narodil se roku 1884 v Leedsu v rodině profesora historie. Na škole v Rugby se prostřednictvím spolužáka seznámil s rodinou Collingwoodových, kteří měli dům u jezera Coniston v tzv. Jezerní oblasti (Lake District). Zde se Ransome učil jachtingu a našel zde bohatou inspiraci pro své pozdější dílo. I v dospělém věku se sem každý rok vracel a podnikal výroční výlety s rodinou Collingwoodových, které se konaly pravidelně v březnu. Na jeho počest byl po jeho smrti ustanoven Mezinárodní den dobrodružství na 9. 3. 
Protože se již od mládí chtěl stát spisovatelem, ukončil po roce svá studia přírodovědy na Victoria University a odešel do Londýna, kde se živil jako poslíček jednoho nakladatelství. Začal psát eseje a zaujal svou knihou Bohéma v Londýně (1907) a monografiemi Edgar Allan Poe (1910) a Oscar Wilde (1912). Roku 1909 se oženil, ale manželství se příliš nevydařilo.
V roce 1913 procestoval Dánsko, Švédsko, Německo, Francii a také Rusko, kde od roku 1916 působil jako válečný zpravodaj listu Daily News a později jako korespondent listu Manchester Guardian. Zde se zajímal o folklór a sbíral pohádky, které vydal pod názvem Ruské pohádky starého Petra. Osobně se stýkal s vůdci bolševické revoluce z roku 1917 Leninem a Trockým a projevoval k jejich cílům určité sympatie (nedávno však vyšlo najevo, že pracoval jako agent pro britskou zpravodajskou službu). V Trockého sekretariátu se seznámil se svou druhou ženou a po rozvodu svého prvního manželství v roce 1924 se s ní oženil.
Od roku 1924 působil v Egyptě a později v Číně. Po návratu z Číny v roce 1929 se začal plně věnovat spisovatelské práci pro děti. První jeho kniha ze série dětských příběhů (román Boj o ostrov), jejichž děj situoval převážně do jemu dobře známé Jezerní oblasti (Lake District) v severozápadní Anglie v hrabství Cumbria, vyšla roku 1930 (jezero v knihách je složeno ze skutečných reálií kolem jezer Windermere a Coniston). Hlavními hrdiny cyklu jsou sourozenci Walkerovi (Vlaštovky) a sestry Blackettovy (Amazonky), kteří společně prožívají prázdninové příhody, přičemž v dalších dílech se objevují i jiní dětští hrdinové. Postupně vydal na toto téma dvanáct knih, poslední třináctou (Lysky na severu) se mu již nepodařilo dokončit. Roku 1936 získal za šestý díl z cyklu (román Holubí pošta) jako první anglickou prestižní cenu za dětskou literaturu Carnegie Medal.
Zemřel roku 1967 v Manchesteru.

## Dílo
- Rané významnější autorovy práce:

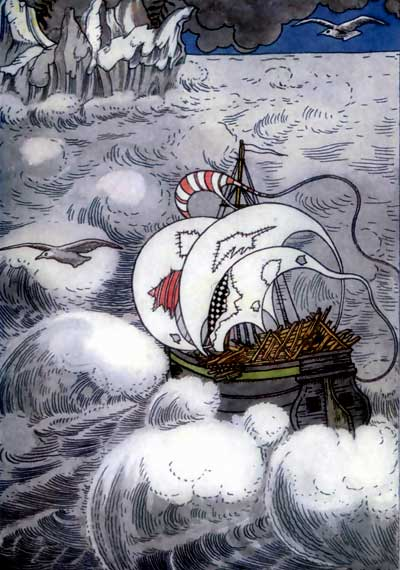
Ilustrace ke knize Ruské pohádky starého Petra. Umělec D. Mitrohin

  - Bohéma v Londýně (1907, Bohemia in London), kniha o některých osobnostech londýnského uměleckého života, které Ransome sám poznal.
  - Edgar Allan Poe (1910), monografie,
  - Oscar Wilde (1912), monografie,
  - Ruské pohádky starého Petra (1916, Old Peter's Russian Tales), dvacet jedna ruských pohádek,
  - Šest týdnů v Rusku (1919, Six Weeks in Russia),
  - Krize v Rusku (1920, The Crisis in Russia),
  - První plavba Racundry (1923, Racundra's First Cruise), cestopis o plavbě na jachtě Racunda z Rigy do Helsinek.
- Knihy o Vlaštovkách a Amazonkách, řazené chrologicky, jak na sebe dějově navazují:
  - Boj o ostrov (1930, Swallows and Amazons),
  - Trosečníci z Vlaštovky (1931, Swallowdale),
  - Petr Kachna (Prázdniny na moři) (1932, Peter Duck),
  - Zamrzlá loď kapitána Flinta (1933, Winter Holiday),
  - Klub Lysek (Potopená loď) (1934, Coot Club); zde Vlaštovky a Amazonky přímo nevystupují, děj se odehrává v Norfolku na řece Yare,
  - Holubí pošta (1936, Pigeon Post),
  - Nechtěli jsme na moře (1937, We Didn't Mean to Go to Sea),
  - Záhadné vody (Tábor u tajuplného moře) (1940, Secret Water),
  - Velká šestka (1940, The Big Six),
  - Slečna Lee (1941, Missee Lee),
  - Piktové a mučedníci (1943, The Picts and the Martyrs: or Not Welcome At All),
  - Velká severní? (1947, Great Northern?).
- Posmrtně vydané knihy:
  - Autobiografie (1976, The Autobiography),
  - Lysky na severu (nedokončeno a vydáno až 1988, Coots in the North), poslední třináctá kniha o Vlaštovkách a Amazonkách.

## České překlady

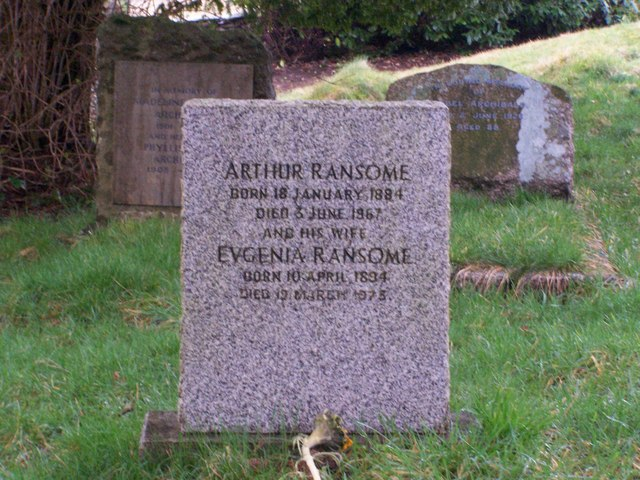
Hrob Arthura Ransomeho

- V zájmu Ruska, Dělnický kroužek, Chicago 1919, otevřený list Americe.
- Boj o ostrov, Josef Hokr, Praha 1930, přeložil B. Štěpánek, znovu 1947.
- Trosečníci z Vlaštovky, Josef Hokr, Praha 1934, přeložila Z. Horáková,
- Prázdniny na moři, Josef Hokr, Praha 1936, přeložil Jaromír Hořejš, jde o román Petr Kachna.
- Zamrzlá loď kapitána Flinta, Josef Hokr, Praha 1937, přeložil Jaromír Hořejš, znovu SNDK, Praha 1958.
- Potopená loď, Josef Hokr, Praha 1939, přeložil Jaromír Hořejš, jde o román Klub Lysek.
- Holubí pošta, Josef Hokr, Praha 1947, přeložil Štěpán Laner,
- Nechtěli jsme jet na moře, Josef Hokr, Praha 1948, přeložil Jaromír Hořejš,
- Tábor u tajuplného moře, Josef Hokr, Praha 1948, přeložil Jaromír Hořejš, jde o román Záhadné vody.
- Boj o ostrov, SNDK, Praha 1959, přeložila Zora Wolfová, znovu Albatros, Praha 1971, 1982 a 1998 a Toužimský a Moravec, Praha 2004, 2011 a 2016.
- Trosečníci z Vlaštovky, SNDK, Praha 1960, přeložila Zora Wolfová, znovu Albatros, Praha 1972 a 1988, Toužimský a Moravec, Praha 2002 a opět Albatros, Praha 2015.
- Petr Kachna, SNDK, Praha 1961, přeložila Zora Wolfová, znovu Toužimský a Moravec, Praha 2002 a Albatros, Praha 2017.
- Klub Lysek, SNDK, Praha 1963, přeložila Zora Wolfová, znovu Albatros, Praha 1992 a Toužimský a Moravec, Praha 1999.
- Holubí pošta, SNDK, Praha 1964, přeložila Zora Wolfová, znovu Albatros, Praha 1977 a Toužimský a Moravec, Praha 1998 a 2013.
- Velká šestka, SNDK, Praha 1967, přeložila Zora Wolfová, znovu Albatros, Praha 2002 a Toužimský a Moravec, Praha 2006.
- Zamrzlá loď kapitána Flinta, Albatros, Praha 1973, přeložila Zora Wolfová, znovu 1991, Toužimský a Moravec, Praha 2001, znovu Albatros, Praha 2011 a 2018.
- Velká severní?, Albatros, Praha 1974, přeložila Zora Wolfová, znovu 2002 a Toužimský a Moravec, Praha 2007.
- Nechtěli jsme na moře, Albatros, Praha 1976, přeložila Zora Wolfová, znovu 1999 a Toužimský a Moravec, Praha 2004.
- Záhadné vody, Albatros, Praha 1980, přeložila Zora Wolfová, znovu 2000 a Toužimský a Moravec, Praha 2005.
- Piktové a mučedníci, Albatros, Praha 1987, přeložila Zora Wolfová, Toužimský a Moravec, Praha 2003 a 2014.
- Vlasec a prut (povídka), in: Nejlepší rybářské příběhy, Ivo Železný, Praha 1998, přeložila Dominika Křesťanová, ISBN 80-240-0260-4.
- Slečna Lee, Toužimský a Moravec, Praha 2000, přeložila Zora Wolfová.
- Stárnoucí faun (povídka), in: Peter Haining (editor): Krypty a draci. Antologie hororových a fantasy povídek, TALPRESS, Praha 2004, přeložil Richard Podaný, ISBN 80-7197-237-1.
- Lysky na severu a jiné příběhy, Toužimský a Moravec, Praha 2005, přeložila Zora Wolfová.